# 타이미르 자치구

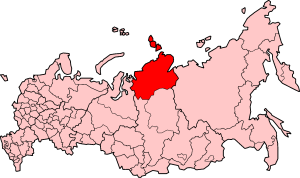

타이미르 자치구(러시아어: Таймырский автономный округ)는 크라스노야르스크 변경주에 속한 자치구이다. 다른 이름으로는 돌간네네츠 자치구(러시아어: Долгано-Ненецкий автономный округ 돌가노네네츠키 압토놈니 오크루크[*])인데, 돌간인들과 네네츠족들이 거주하고 있는데에서 유래되었다.
면적은 862,100 km2이고, 인구는 4만명이다.
타이미르 자치구는 예벤키 자치구와 함께 2007년 1월 1일에, 크라스노야르스크 변경주과 함께 통합되었다.

### 시간대
타이미르 자치구는 크라스노야르스크 시간대 (KRAT/KRAST)에 속해 있다. UTC와의 시차는 +0700 (KRAT)/+0800 (KRAST)이다.

## 상징

타이미르 자치구의 기
타이미르 자치구의 문장

## 행정 구역

### 군
- 딕손스키군
- 하탄그스키군
- 우스티예니세이스키군

## 주민
주민 (2002년): 3만 9,786명
소수민족:
3만9,786명의 주민중 81개의 민족들이 거주한다. 2만3,318명이 러시아인 (58.6%), 5,517명이 돌간인 (13.86%), 3.054명이 네네츠족 (7.67%), 2,423명이 우크라이나인 (6.09%), 766명이 응가나산인 (1.92%), 587명이 볼가 독일인 (1.47%), 425명이 타타르족 (1.07%), 305명이 에벤키족 (0.77%), 294명이 벨라루스인 (0.74%), 239명이 아제르바이잔인 (0.6%)이다.